# وانامینگو (مینه‌سوتا)
وانامینگو، مینه‌سوتا (به انگلیسی: Wanamingo, Minnesota) یک شهر در ایالات متحده آمریکا است که در شهرستان گودهیو، مینه‌سوتا واقع شده‌است.

## خصوصیات
وانامینگو ۳٫۶۳ کیلومترمربع مساحت و ۱٬۰۸۶ نفر جمعیت دارد و ۳۲۱ متر بالاتر از سطح دریا واقع شده‌است.